# Maladera verticalis
Maladera verticalis är en skalbaggsart som beskrevs av Leon Fairmaire 1888. Maladera verticalis ingår i släktet Maladera och familjen Melolonthidae. Inga underarter finns listade i Catalogue of Life.